# Northumberland megye (Pennsylvania)
Northumberland megye az Amerikai Egyesült Államokban, azon belül Pennsylvania államban található. Megyeszékhelye és legnagyobb városa Sunbury. Lakosainak száma 91 647 fő (2020. április 1.). Northumberland megye Lycoming, Montour, Columbia, Schuylkill, Dauphin, Perry, Juniata, Snyder és Union megyékkel határos.

## Népesség
A megye népességének változása:
| Lakosok száma | 94 348 | 94 462 | 94 560 | 94 076 | 93 246 | 91 647 |
|               | 2010   | 2011   | 2012   | 2013   | 2015   | 2020   |